# 十六人公審

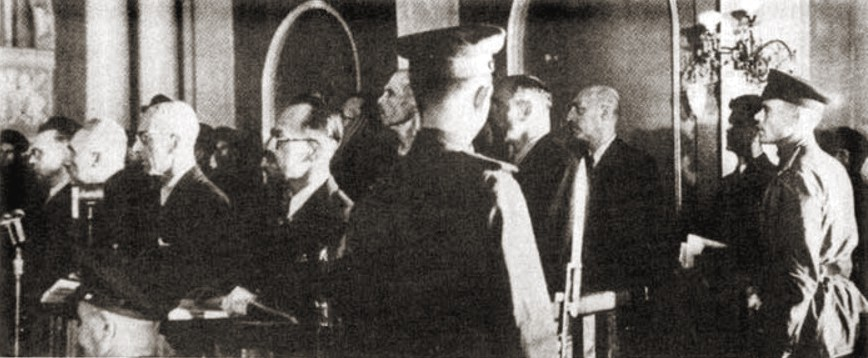
1945年6月莫斯科，16位原波兰抵抗组织领导人受审

十六人公審（波蘭語：Proces szesnastu），是1945年蘇聯在莫斯科針對16名波蘭地下國領袖舉行的一場擺樣子公審。16名被告皆是秘勤組織內務人民委員會特務以各種藉口綁架而來，他們受到刑求，被指控從事各種抵抗蘇聯紅軍的「非法活動」。這場公審在1945年6月18日至21日舉行，有來自英國及美國的國外媒體、觀察家在場。公審的日期經過刻意挑選，與蘇聯支持的民族团结临时政府成立大會同時。十六人公審的判決書於6月21日公布，大多數受審者都被內務人民委員部脅迫認罪。16名被告中，有13人被判決4個月至10年不等的刑期，另外3人則獲得無罪釋放。

## 判決
1. 利奥波德·奥库利茨基：波蘭家鄉軍總司令，10年監禁。
2. Jan Stanisław Jankowski：波蘭政府代表團（英语：Government Delegation for Poland）副總理，8年監禁。
3. Adam Bień：內政部長，5年監禁。
4. Stanislaw Jasiukowicz：內政部副部長，5年監禁。
5. Kazimierz Pużak：民族團結委員會（英语：Council of National Unity）首腦、波蘭社會黨–自由、平等、獨立（英语：Polish Socialist Party – Freedom, Equality, Independence）黨首，一年半監禁。
6. Aleksander Zwierzyński：民族團結委員會副首腦、波蘭勞動黨（英语：Labor Party (Stronnictwo Pracy)）黨首，8個月監禁。
7. Kazimierz Bagiński：民族團結委員會成員，1年監禁。
8. Eugeniusz Czarnowski：民族團結委員會成員，6個月監禁。
9. Józef Chaciński：民族團結委員會成員、波蘭勞動黨（英语：Labor Party (Stronnictwo Pracy)）黨首，4個月監禁。
10. Stanisław Mierzwa：民族團結委員會成員，4個月監禁。
11. Zbigniew Stypułkowski：民族團結委員會成員，4個月監禁。
12. Franciszek Urbański：民族團結委員會成員，4個月監禁。
13. Stanisław Michałowski：民族團結委員會成員，無罪釋放。
14. Kazimierz Kobylański：民族團結委員會成員，無罪釋放。
15. Józef Stemler：民族團結委員會成員及該組織翻譯，無罪釋放。
16. Antoni Pajdak：波蘭政府代表團代表，於同年11月被秘密判處5年監禁。